# すまん、犬。
「すまん、犬。」(すまん、いぬ。)は、わーすたの10枚目のシングル。2023年2月22日にiDOL Streetから発売された。

## 概要
「CD+Blu-ray(スマプラ対応)」、「CDのみ(スマプラ対応)」の2種2形態で発売。このほか、わーしょっぷ(ファンクラブ会員向け販売サイト)とmu-mo SHOP限定でLIVE Blu-ray付き3形態セットも販売された。「CD+Blu-ray」盤と「CDのみ」盤に加え、2022年3月26日に豊洲PITで開催された『わーすた7周年ライブ「The World Standard〜石の上にネコも乗る7年〜」』を収録したLIVE Blu-rayを加えたセットである。
2022年11月1日、わーすたの公式YouTubeチャンネルに「【緊急】わーすた謝罪会見」というタイトルの動画がアップされ、その中で本作のリリースが発表された。
「すまん、犬。」は2022年11月10日に開催された『わーすたFCツアー 2022〜集まれ!わーしっぷ!〜』で初披露された。振付はAcchanが担当している。今回もMV監督は荒船泰廣が担当している。
「Tokimeki*Sing A Song」は2023年3月26日に開催された『The World Standard 〜8周年の愛をどうぞ!〜』で初披露された。振付はLICO(Dear.Pink)が担当している。本作ではダンス動画が作成され、監督は大森規弘が担当している。

## 収録曲

### CD
1. すまん、犬。
作詞：鈴木まなか (Relic Lyric, inc.)、作曲：Hiroki Sagawa・鈴木まなか (Relic Lyric, inc.)、編曲：Hiroki Sagawa (Relic Lyric, inc.)
2. Tokimeki*Sing A Song
作詞：hotaru、作曲・編曲：岸田勇気
3. すまん、犬。(Instrumental)
4. Tokimeki*Sing A Song(Instrumental)

### Blu-ray
1. すまん、犬。 Music Video
2. すまん、犬。 Music Video Making

## 参加ミュージシャン
すまん、犬。
- Gt：Hiroki Sagawa、サイトウリョースケ (Relic Lyric, inc.)
- Ba：千明大介
- Dr：山本真央樹

Tokimeki*Sing A Song
- Gt：奈良悠
- Ba：工藤嶺
- All other instruments & Programming：岸田勇気

## 音楽配信

### 先行配信
2022年12月26日に「すまん、犬。」が先行配信された。

### 本配信
CD発売日の2月22日に「CD盤」(スマプラ対応)に収録されている4曲が配信された。なお、「すまん、犬。」のMVはYouTubeを除きダウンロードおよびストリーミングとも1か月遅れの3月22日から配信された。
太字の配信サービスはハイレゾ音源を配信していることを示す。MVは「すまん、犬。」のMVも配信していることを示す。

## リリース、プロモーション、マーケティング

### プロモーション
2023年3月6日、NHKワールドTVおよびテレビジャパンで毎週放送されている、日本の全世界向け音楽番組である「J-MELO」に出演する。

### リリースイベント
新型コロナウイルス感染症の流行の影響で本作でもリリースイベントの内容に一部制約がある(握手会はない)。
2023年1月13日、小玉梨々華が足の「種子骨炎」治療のため約2週間程度休養することが発表された。そのため、1月15日に開催されたステラタウンでのリリースイベントは小玉を除く3人で開催されることになった。メンバーが全員揃わないため「グループショット撮影会」は中止し、代わりに参加メンバー全員と1:1で会話する「ミニトーク会」が開催された。これが好評だったため小玉が復帰した後も「ミニトーク会」が継続されることになった。
| 日程                          | イベント名                        | 会場                                  | 備考                                                                                |
| ----------------------------- | --------------------------------- | ------------------------------------- | ----------------------------------------------------------------------------------- |
| 2022年11月26日・2023年2月26日 | リリースイベント                  | ダイバーシティ東京 プラザ             | イベント内容詳細は公式HP参照 小玉は2023年1月15日は不参加。1月22日は特典会のみ参加。 |
| 2022年12月3日                 | リリースイベント                  | イオンモール幕張新都心                | イベント内容詳細は公式HP参照 小玉は2023年1月15日は不参加。1月22日は特典会のみ参加。 |
| 2022年12月4日                 | リリースイベント                  | ららぽーとTOKYO-BAY                   | イベント内容詳細は公式HP参照 小玉は2023年1月15日は不参加。1月22日は特典会のみ参加。 |
| 2022年12月10日                | リリースイベント                  | ららぽーと横浜                        | イベント内容詳細は公式HP参照 小玉は2023年1月15日は不参加。1月22日は特典会のみ参加。 |
| 2022年12月17日                | リリースイベント                  | アーバンドック ららぽーと豊洲         | イベント内容詳細は公式HP参照 小玉は2023年1月15日は不参加。1月22日は特典会のみ参加。 |
| 2022年12月18日・2023年2月25日 | リリースイベント                  | ららぽーと立川立飛                    | イベント内容詳細は公式HP参照 小玉は2023年1月15日は不参加。1月22日は特典会のみ参加。 |
| 2023年1月15日                 | リリースイベント                  | ステラタウン                          | イベント内容詳細は公式HP参照 小玉は2023年1月15日は不参加。1月22日は特典会のみ参加。 |
| 2023年1月22日                 | リリースイベント                  | アリオ橋本                            | イベント内容詳細は公式HP参照 小玉は2023年1月15日は不参加。1月22日は特典会のみ参加。 |
| 2023年2月11日                 | リリースイベント                  | イオンモール常滑                      | イベント内容詳細は公式HP参照 小玉は2023年1月15日は不参加。1月22日は特典会のみ参加。 |
| 2023年2月23日                 | CD&特典お渡し会イベント           | TOWER mini ダイバーシティ東京プラザ店 | イベント内容詳細は公式HP参照                                                        |
| 2023年2月23日                 | CD&特典お渡し会イベント           | タワーレコード渋谷店                  | イベント内容詳細は公式HP参照                                                        |
| 2023年2月19日                 | mu-moショップスペシャルイベント   | 横浜YTJホール                         | イベント内容詳細は公式HP参照                                                        |
| 2022年12月11日・2023年1月21日 | ネットサイン会                    | LINE LIVE                             | イベント内容詳細は公式HP参照                                                        |
| 2023年2月22日                 | CDジャケット&告知ポスターサイン会 | LINE LIVE                             | イベント内容詳細は公式HP参照                                                        |
| 2023年1月28日                 | オンライン・ビデオトーク会        | Talkport                              | イベント内容詳細は公式HP参照                                                        |

このほか、先行配信曲のLINE MUSICでの再生回数キャンペーン、ドワンゴでのダウンロードキャンペーン、スイーツパラダイスとのコラボレーション企画なども開催された。